# Michael Gernhardt
Michael Landon Gernhardt (Mansfield, 4 mei 1956) is een Amerikaans ruimtevaarder. Gernhardt zijn eerste ruimtevlucht was STS-69 met de spaceshuttle Endeavour en vond plaats op 7 september 1995. Tijdens de missie werden verschillende experimenten gedaan en testte de bemanning apparatuur dat tijdens latere missies naar het Internationaal ruimtestation ISS gebruikt zou worden.
Gernhardt maakte deel uit van NASA Astronautengroep 14. Deze groep van 24 ruimtevaarders begon hun training in 1992 en had als bijnaam The Hogs.
In totaal heeft Gernhardt vier ruimtevluchten op zijn naam staan, waaronder één missie naar het ruimtestation ISS. Tijdens zijn missies maakte hij vier ruimtewandelingen.